# Erichthodes erichtho
Erichthodes erichtho är en fjärilsart som beskrevs av Butler 1866. Erichthodes erichtho ingår i släktet Erichthodes och familjen praktfjärilar. Inga underarter finns listade i Catalogue of Life.